# Liste der Flüsse in Osttimor

Gewässer Osttimors

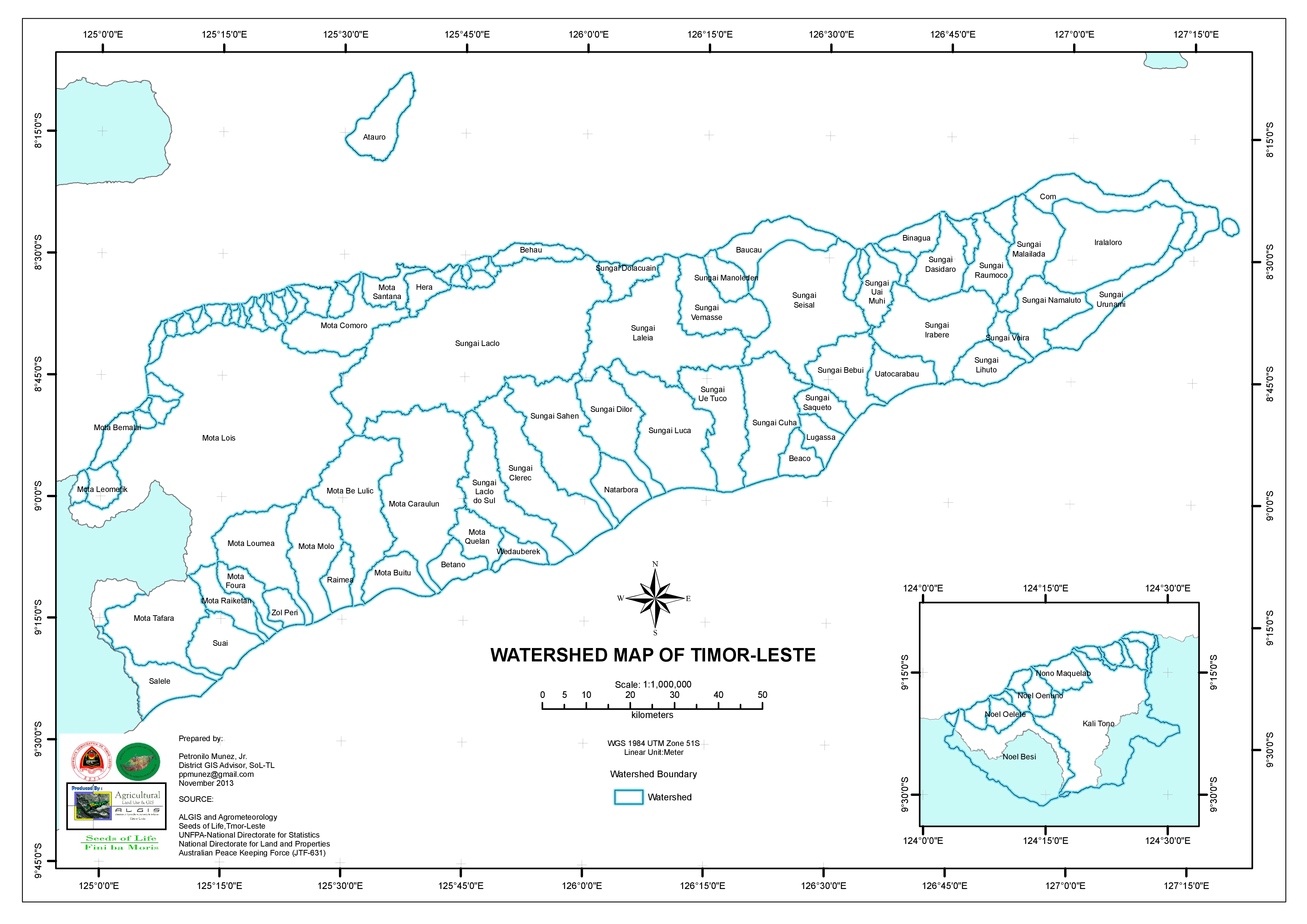
Wasserscheiden

Die Liste der Flüsse in Osttimor gibt in Reihenfolge der Meeresmündung im Uhrzeigersinn die Flüsse Osttimors wieder. Die Nebenflüsse werden nach der Reihenfolge ihrer Mündung in den Hauptfluss, von dessen Mündung aufwärts eingerückt aufgeführt. Namensänderungen im Verlauf des Flusses werden wie Nebenflüsse behandelt.

## Hauptgebiet

### Nordküste
- Acodato
  - Webanahi
- Leometik
  - Morak
  - Kolosuma
- Lago Malai
- Lago Hatsun
- Fatumolin
  - Hatabluturo
  - Fatuburu
- Berita

- Lóis

  - Marobo

    - Bebai
      - Utobato
      - Aideno
      - Claola
      - Hatoleai
      - Hatopoci
        - Lesupu
        - Timoreme
        - Malubolo
        - Timerema

      - Meuculi
      - Nunutura
        - Matenua
        - Mukuki
        - Sosso
          - Lale
          - Biupira

        - Nunura
          - Laecouken
          - Malibaca (Mathiaca, Malibacu)
            - Matihaca
              - Phicigi
              - Sele

          - Taipui
            - Talau
              - Tishun (Tisun)

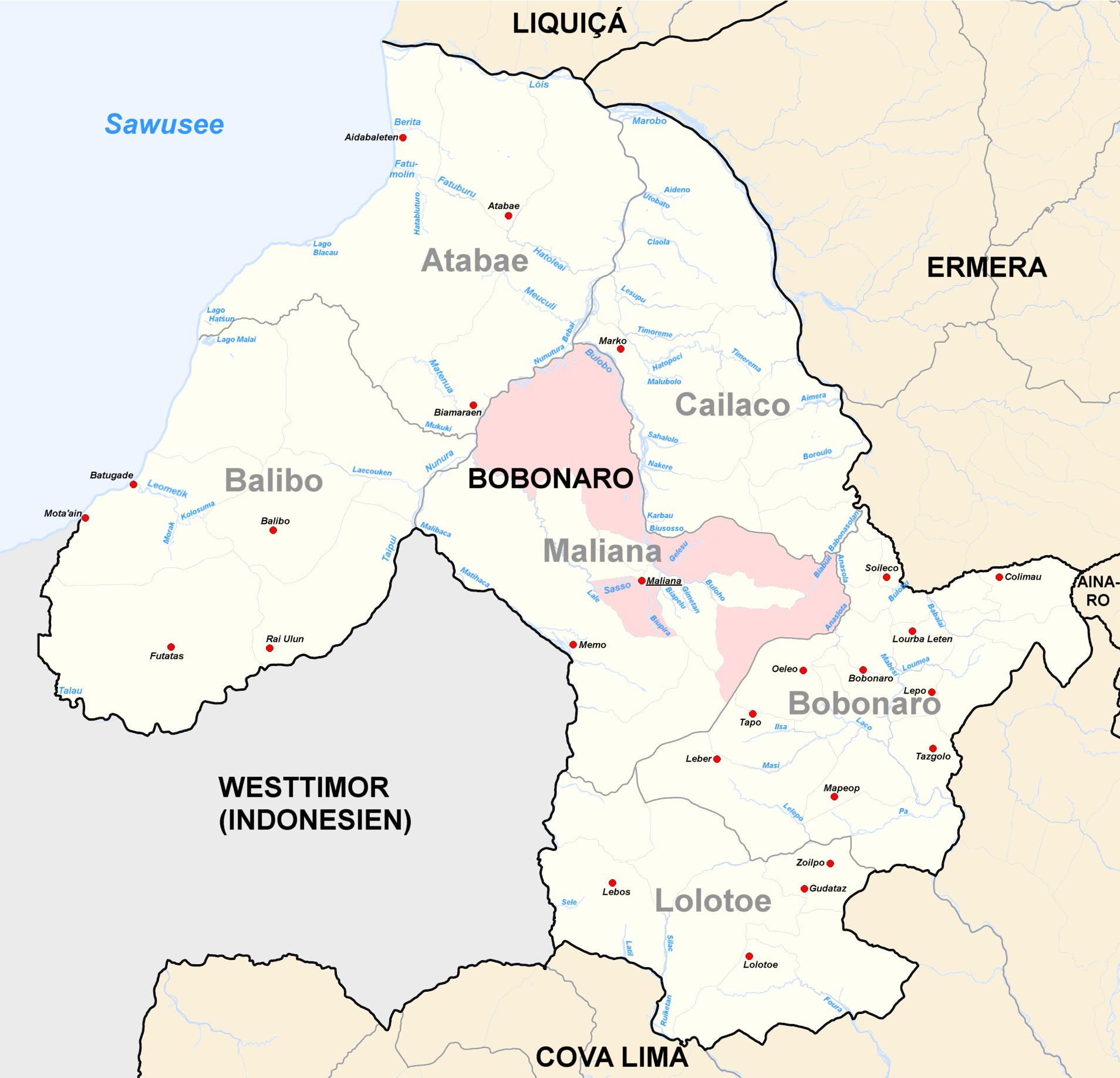
Flüsse Bobonaros

              - Merak (über Indonesien in den Talau)

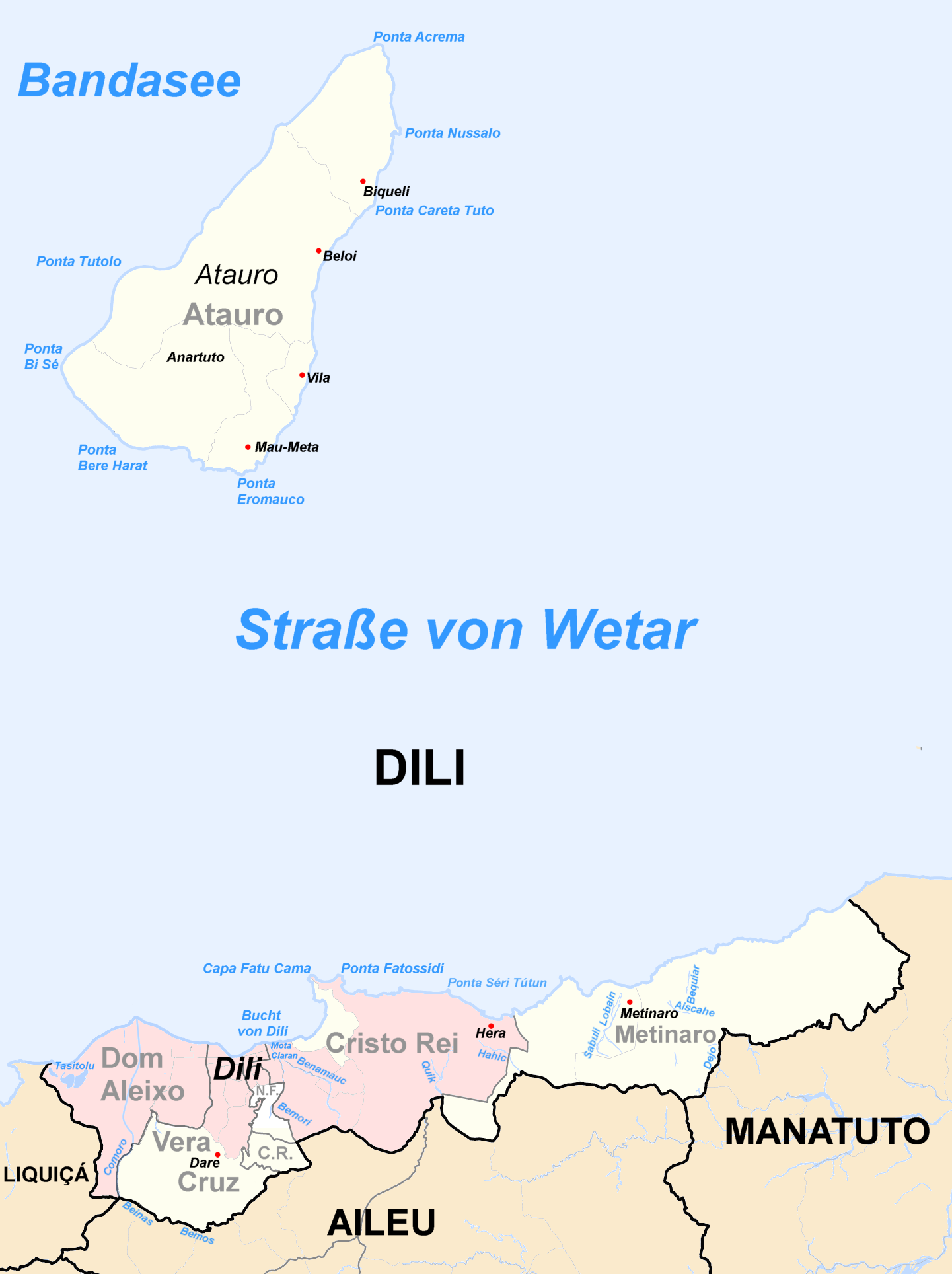
Flüsse Dilis

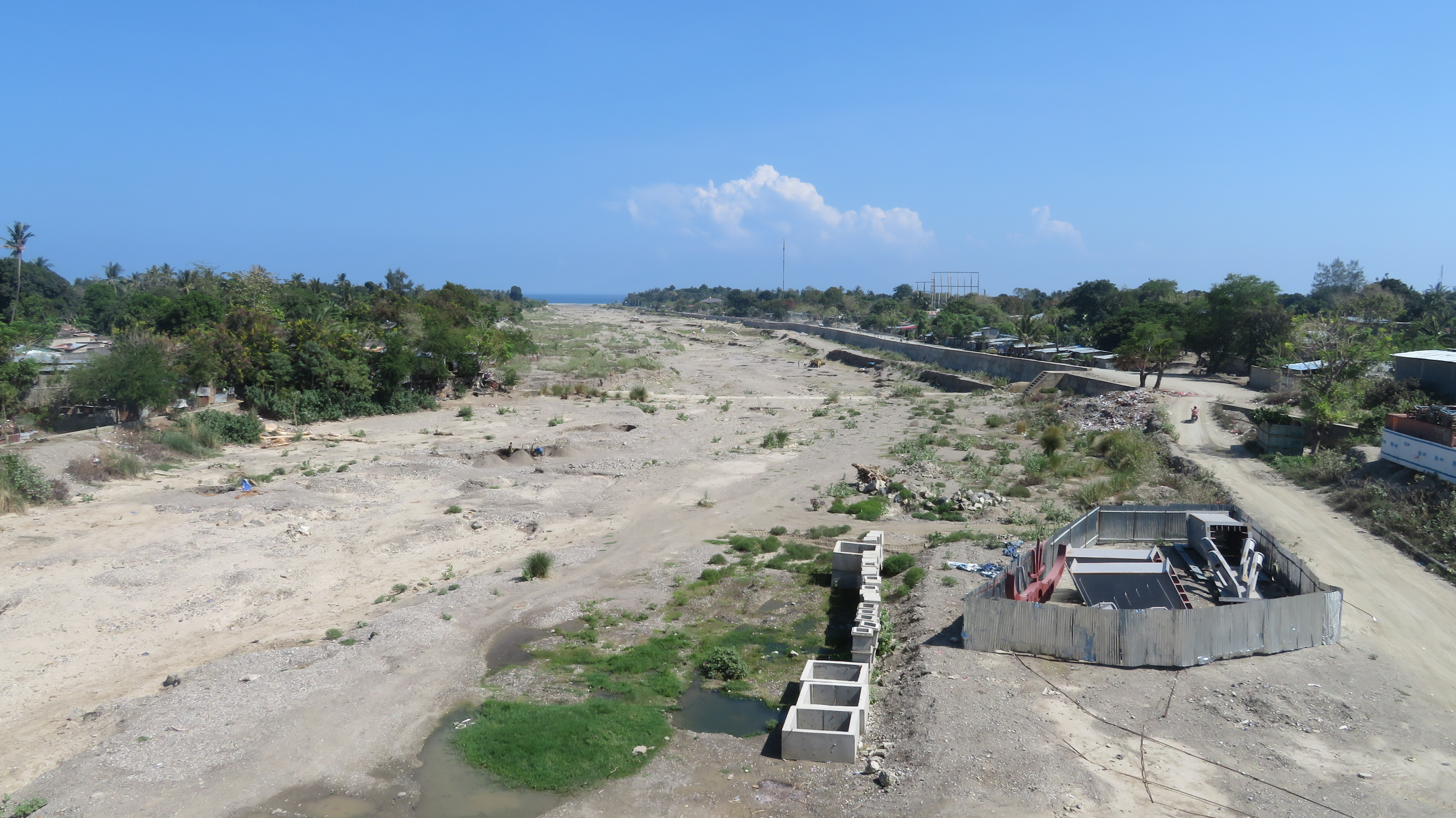
Ausgetrocknetes Flussbett von Bemos und Comoro

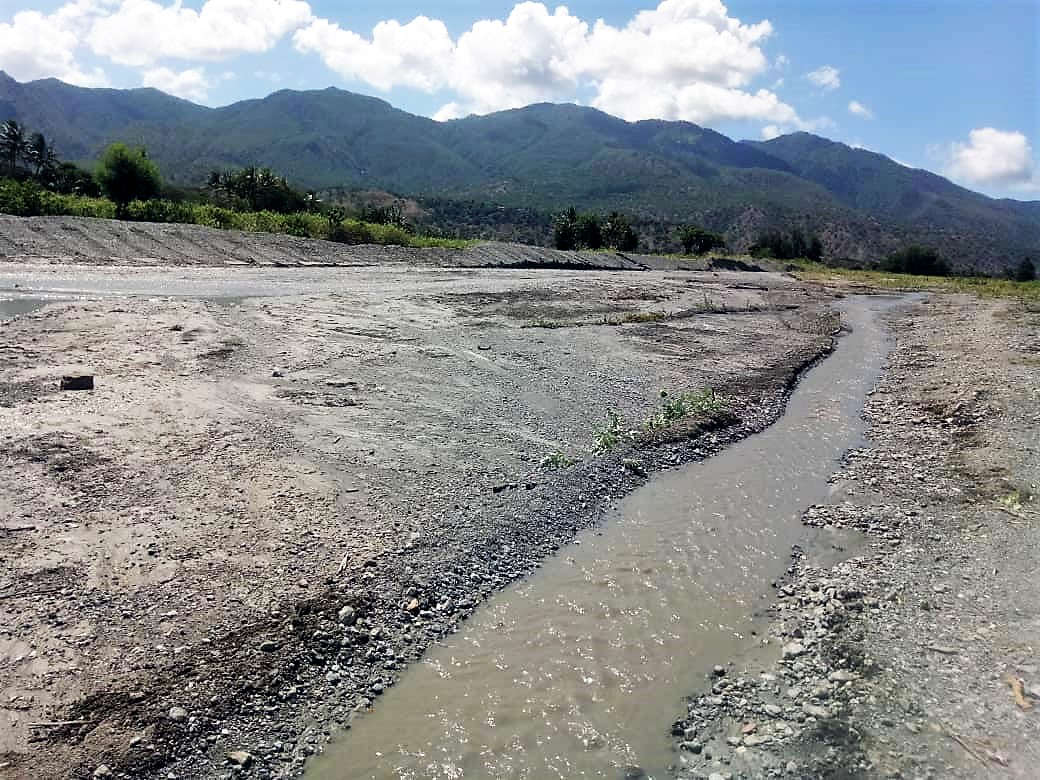
Der Sumasse, ein Zufluss des Nördlichen Laclós

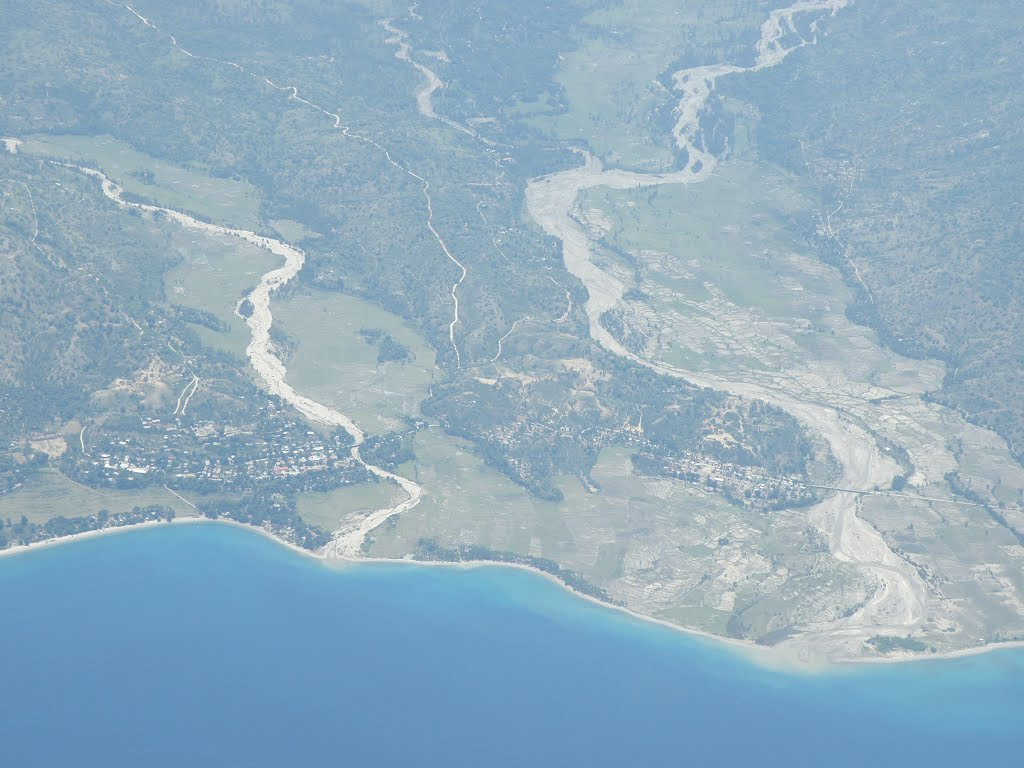
Mündungen von Lequinamo (links) und Uaimuhi

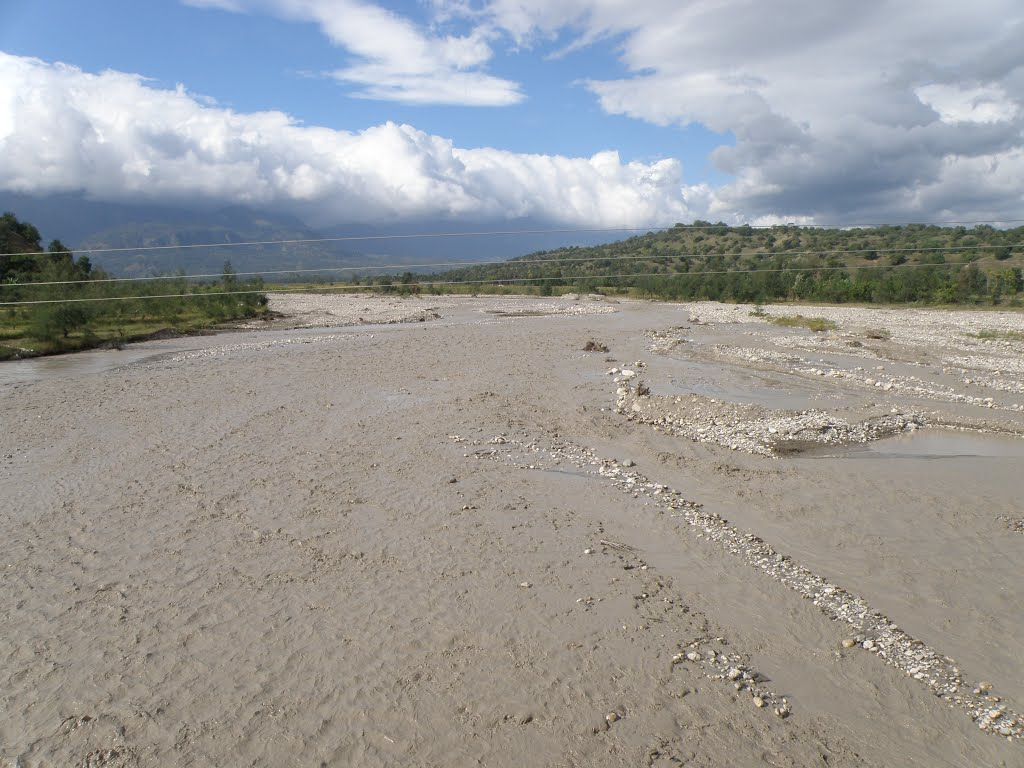
Lequinamo

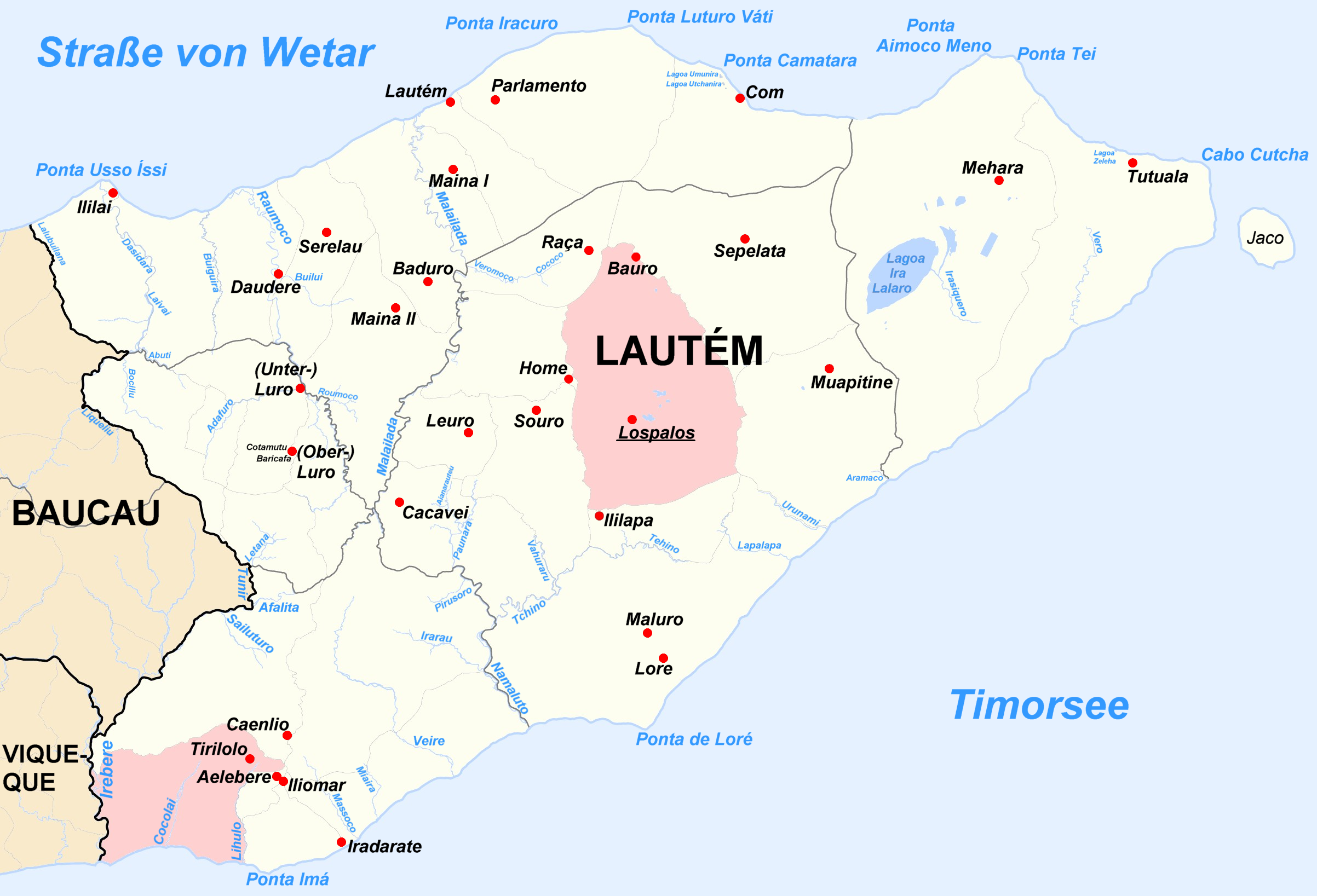
Flüsse Lautéms

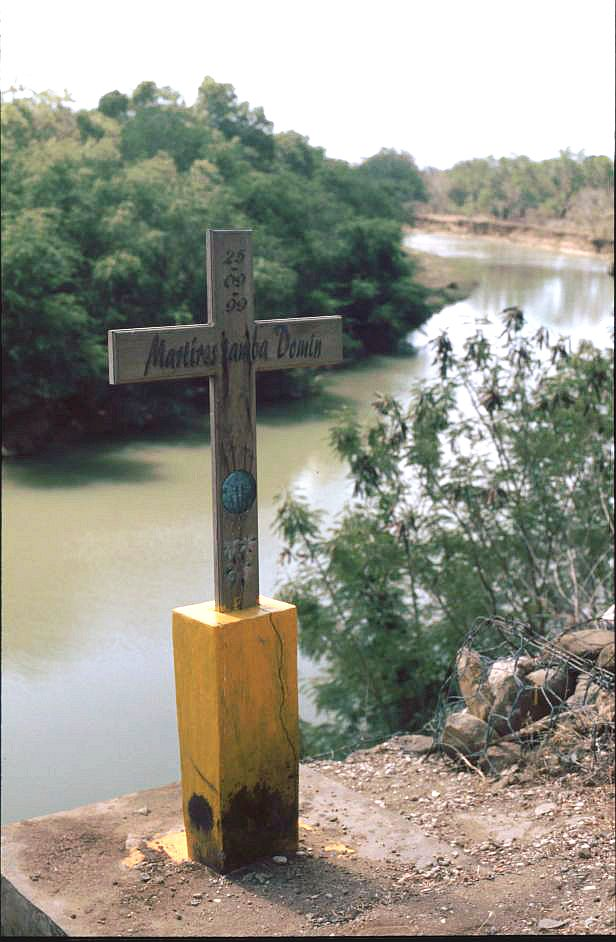
Malailada

                - Metak
                - Lelak

      - Bulobo
        - Sahalolo
        - Nakere
        - Karbau
        - Biusosso
        - Gelesu
        - Buloho
          - Gimetan

        - Biapelu

    - Tutan
    - Eahora
      - Gamerama
      - Bapera
        - Manusama

      - Lahosa

    - Hatobwi
    - Fohola
    - Celere
    - Garai
      - Biaioni
      - Magolara
      - Motur
        - Aiboro

      - Ladibau
        - Pusulu
          - Tehate

    - Ladiban
      - Magapu
        - Baluani
        - Leteu
        - Magapu
        - Slau
        - Coulala

    - Aimera
    - Boroulo
    - Babonasolan
      - Biabuil
      - Anasola
        - Anaslota

    - Bulobu
    - Babalai
    - Babalai

  - Gleno
    - Dikasbata
      - Surine

    - Bismaumate
      - Kailook

    - Emderilua
    - Gumuloa
    - Dirobatelau
    - Guradi
    - Acolaco
    - Manobira
    - Curiho
      - Caicabaisala

    - Guotclua
    - Lendeum
    - Daurecco
    - Goumeca
      - Buro
      - Manolldodo

    - Roumetalena
    - Maurotieramata
    - Olomasi
    - Manomau
    - Meleotegi

- Lago Berau
- Lago Tokabalun
- Baulu
  - Paroho
- Marae
- Bahonu
- Palua
- Malukai
- Palapu
- Laklo
  - Nomoro
  - Ricameta
- Gularkoo
  - Gaulara
    - Caray

  - Eanaloa
- Carbutaeloa
  - Nunupupolo
  - Hatunapa
- Failebo
- Rihlu

- Rio Comoro
  - Beinas
    - Bemos

  - Balele
  - Mata Hare
    - Baera
      - Buamara

    - Anggou
      - Ermela
        - Pahiklan
- Maloa
- Mota Bidau
- Mota Claran
  - Benamauc
  - Bemori
- Hahic
  - Quik
- Lobain
  - Sabuli
- Aiscahe
  - Bequiar
  - Dejo

- Nördlicher Lacló
  - Sumasse
    - Boho
    - Lago Birac
    - Carcos
    - Lacos

  - Molos
  - Liloco
  - Lago Coi
    - Mahonay

  - Tihoham
  - Ulahu
    - Uloha
    - Lihobani
      - Lunibar
      - Hutossi
      - Ueseic
      - Sarlolao
      - Rumalas
      - Beruhunatan
      - Cihohani
        - Ciulamori
        - Suruboek
        - Caluc Meti
        - Cotomori
        - Raitaran

  - Mutoko
  - Nunumera
  - Lohun
    - Kumalus

  - Aimaleum
  - Madarmalan
  - Noru
    - Sulinsorei
    - Hatomeco
      - Ai Mera
      - Bauduen
      - Aikoereima

    - Coumai
      - Mailaha
      - Coioiai
      - Tatamailiu

  - Eratihamaubere
    - Orlaunic
      - Orlaquru
      - Pahikele

    - Karama
    - Aibeli
    - Nauha
    - Lana
    - Suruhari
    - Haru
    - Manotana
      - Manorana

    - Daisoli
      - Oharlefa
      - Ormoi

    - Manufonibun
      - Manufonihun
      - Mumdonihun
        - Huituco
        - Berecali
          - Berecau
          - Rureda

      - Manolane
        - Liurai
          - Kuralalan

        - Malubui

  - Hatobutaban
- Dolacuain
  - Lagoa Lamessana
- Laleia
  - Lago Heuc
  - Lago Haui
  - Baunoi
    - Bueana
      - Boi
      - Bucana
        - Tuqueli

    - Lago Lulic
    - Lago Sorec
      - Ribeira Haeraun

  - Caleuc
    - Laburaque
    - Ladada

  - Abai
  - Tutoli
  - Lago Letatice
  - Buauomeca
  - Bina
  - Mori
    - Badometa

- Vemasse
  - Robohicdi
    - Naniale
    - Metaannido

  - Bucaloli
  - Bohodani
  - Dau
  - Cuho
  - Suni
- Manuleiden
- Seiçal
  - Leulolo
  - Cainame
  - Saluhada
    - Acanau
    - Cassaquiar

  - Culo
    - Buihiu
    - Assalaenita

  - Sauma
    - Uroassalae
    - Aetalabere
- Borauai
- Lianau

- Uaimuhi
  - Bibilio
  - Otorocaiboro
  - Uaicua
    - Uaimuhi

  - Maucolo

- Lequinamo
  - Assarini
- Nanunai
- Cassubolo
- Binagua

- Lalubuilana
- Dasidara
  - Laivai
  - Abuti
  - Bociliu
  - Liqueliu
  - Gomilafo
- Buiguira
- Raumoco
  - Builui
  - Adafuro
  - Roumoco

- Malailada
  - Veromoco
    - Cococo
- Zufluss des Lagoa Zeleha

### Südküste

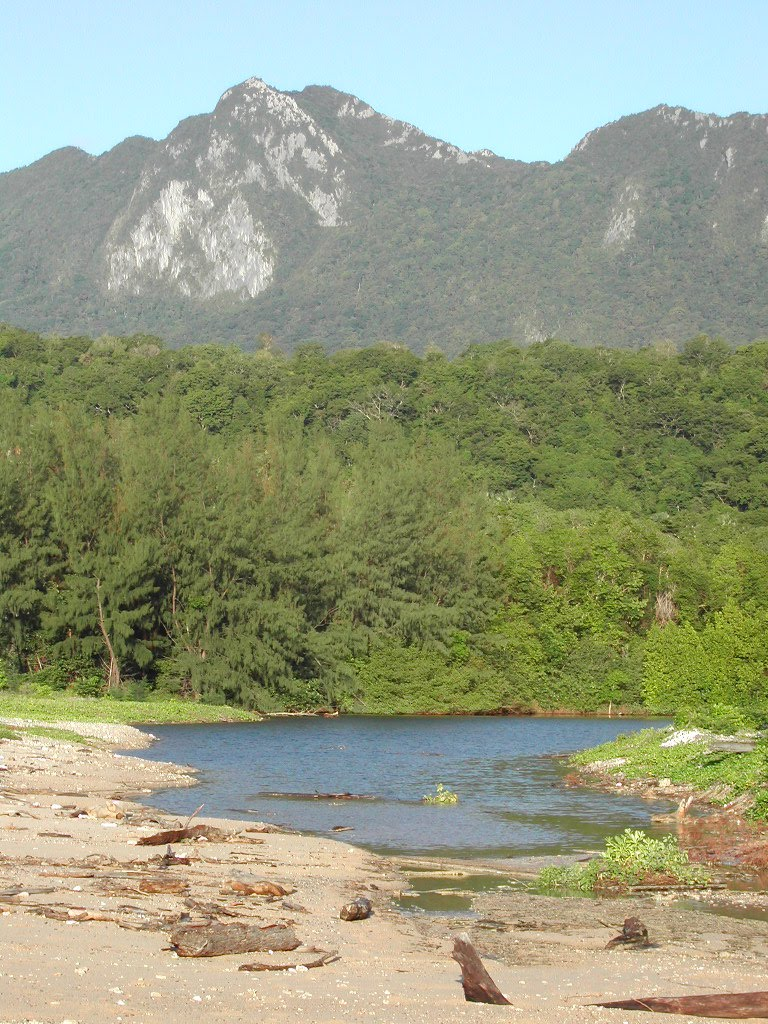
Mündung des Vero

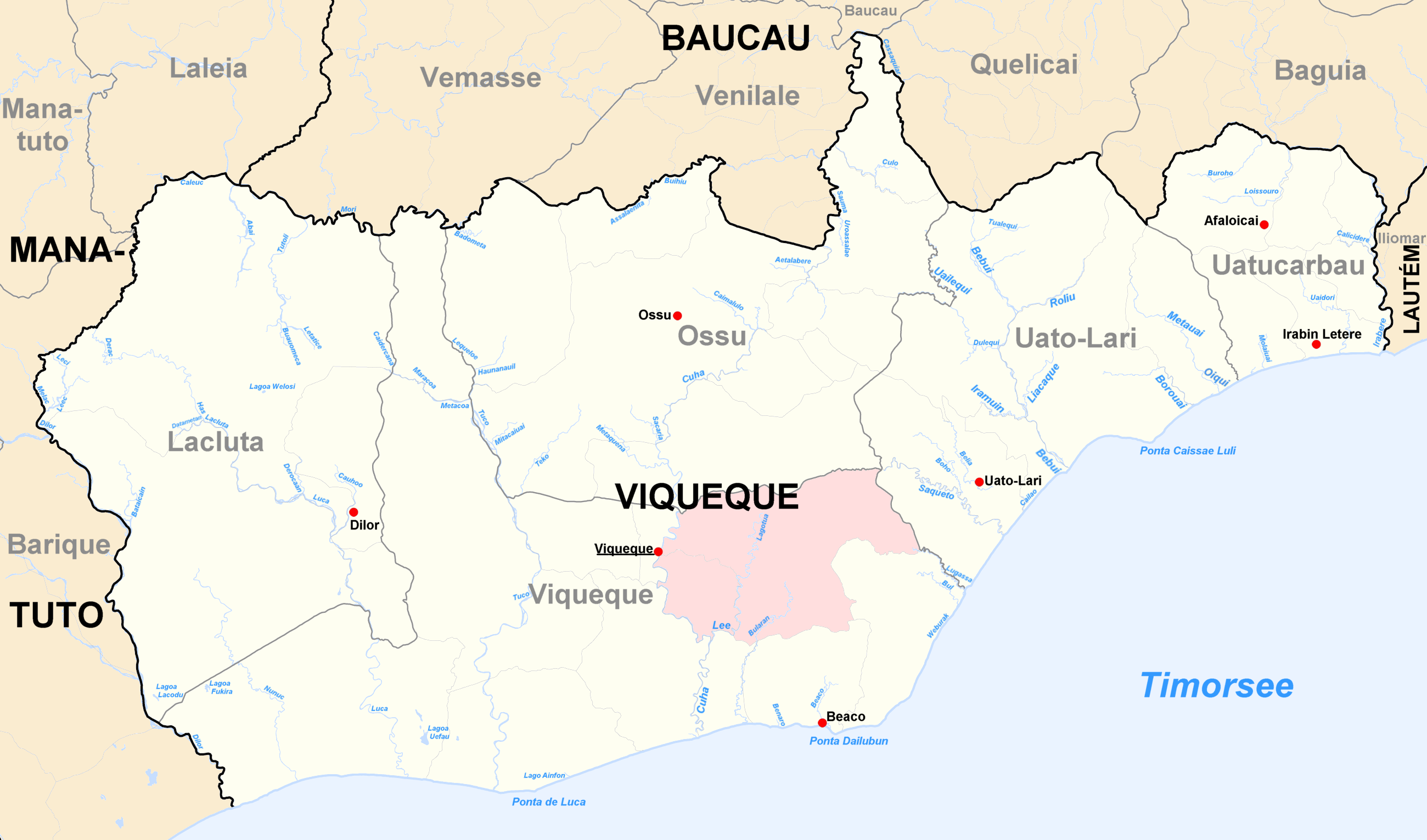
Flüsse Viqueques

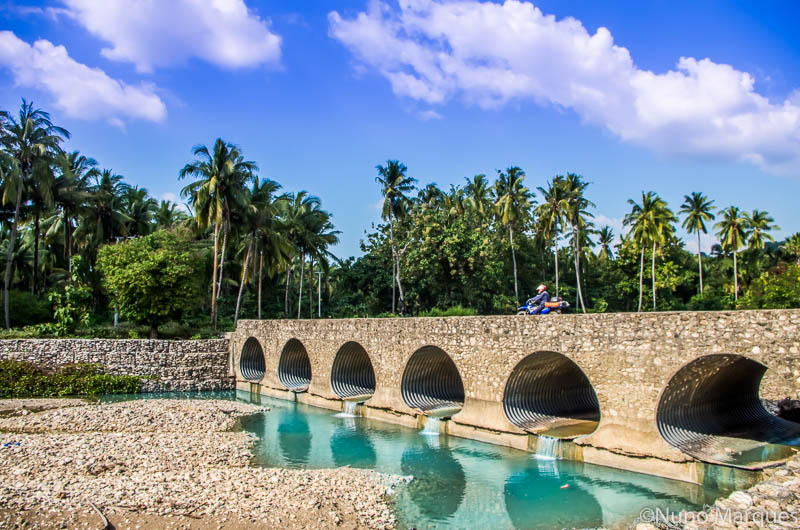
Brücke über den Saqueto

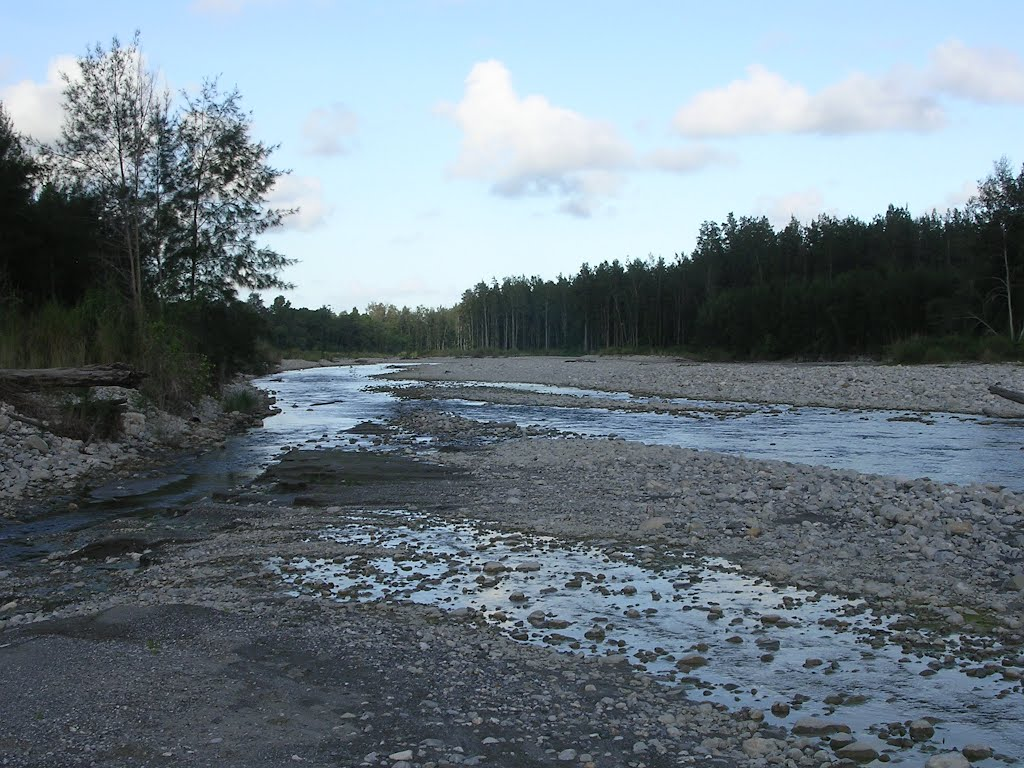
Sáhen

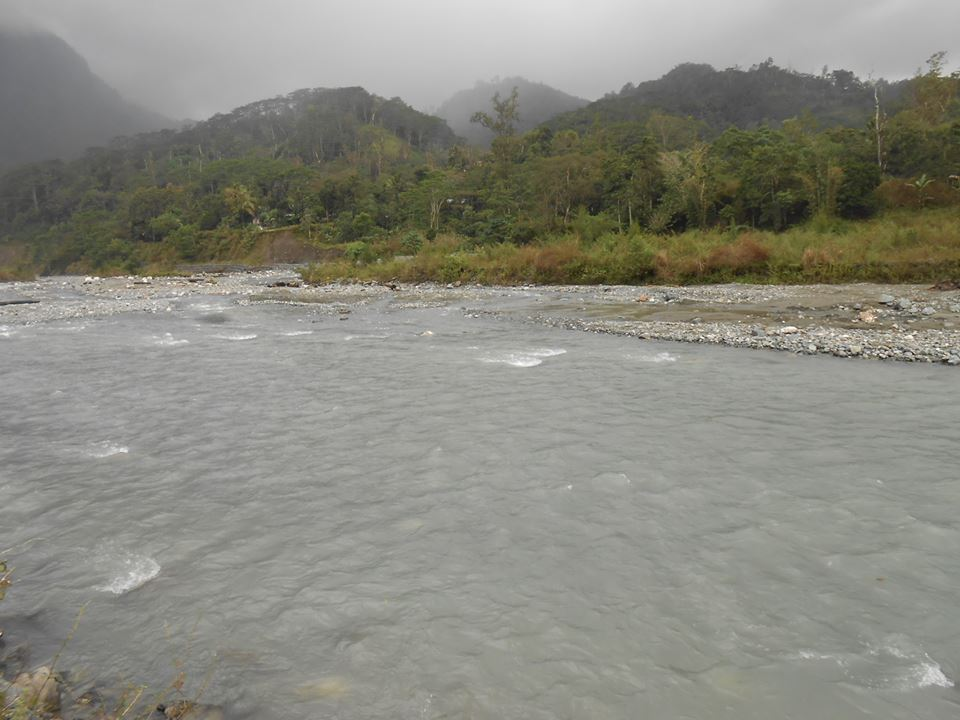
Buarahuin

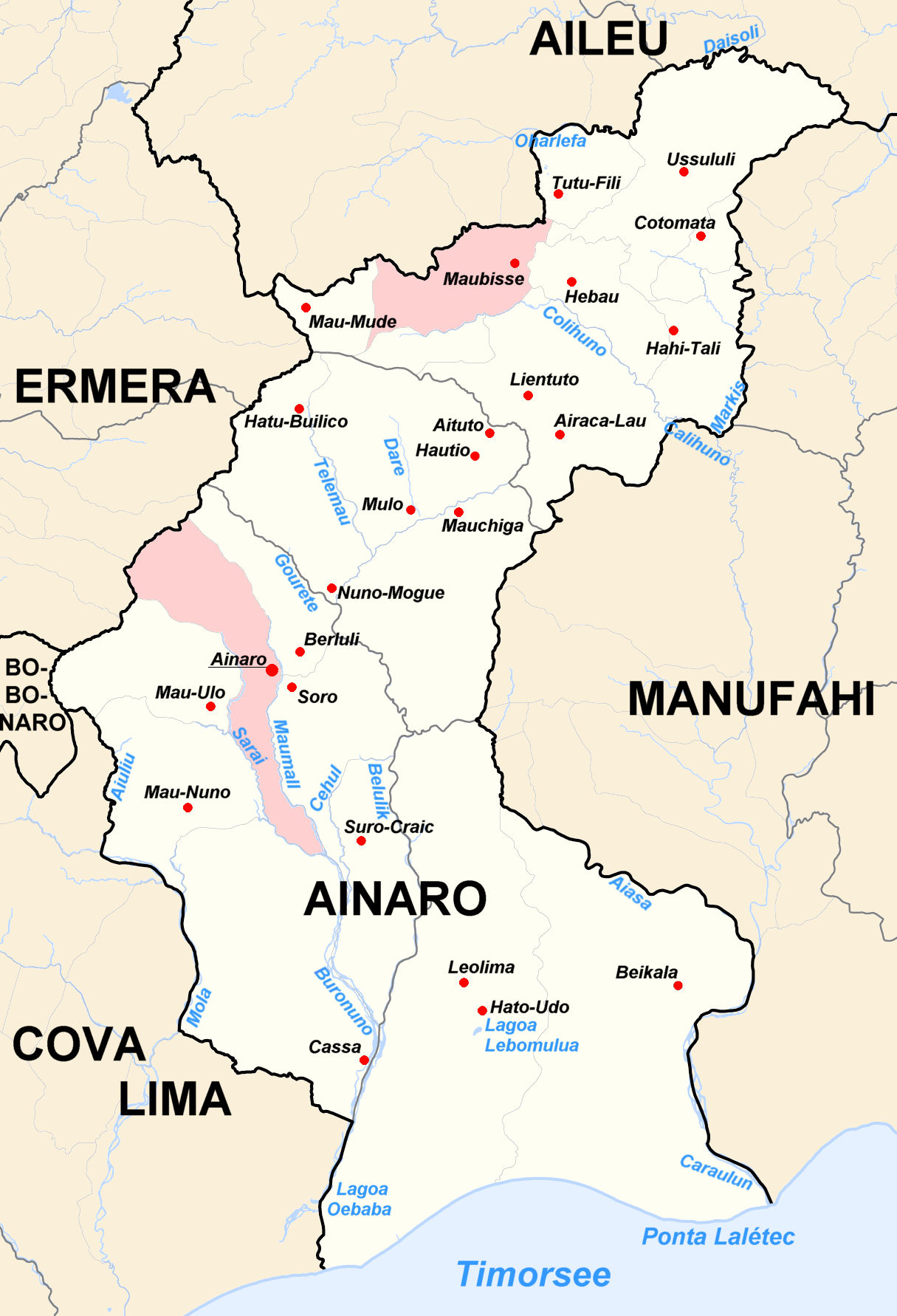
Flüsse Ainaros

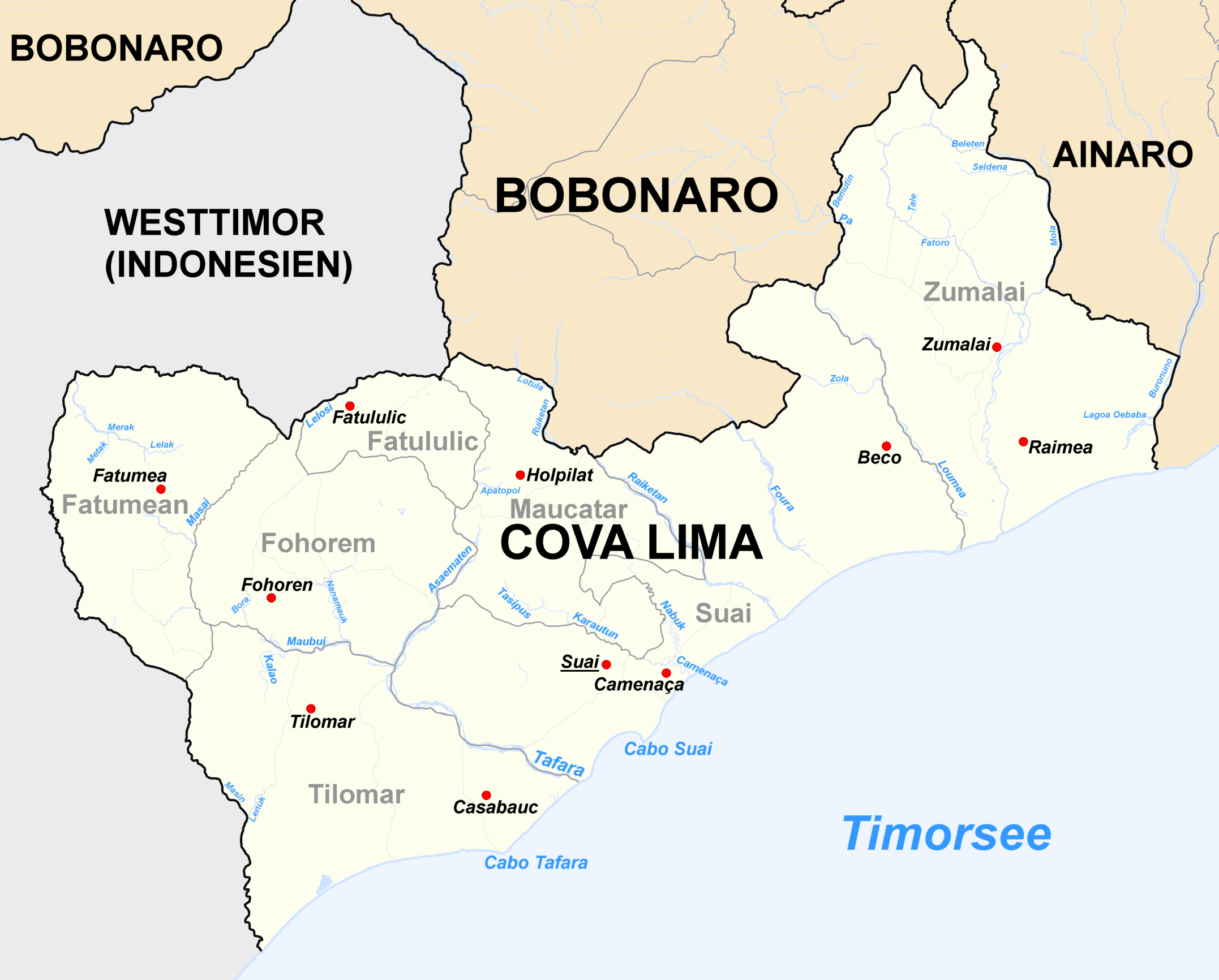
Flüsse Cova Limas

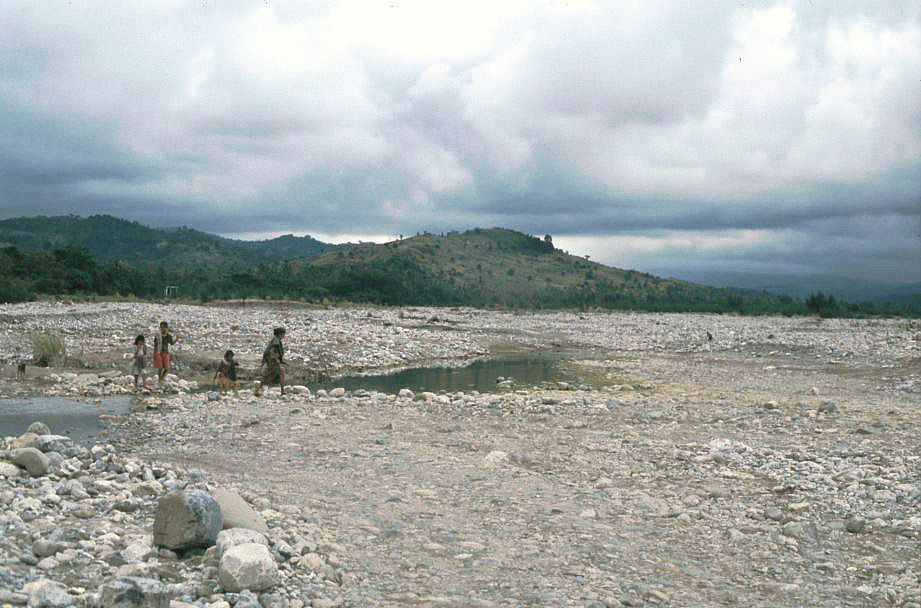
Camenaça

- Vero
- Veroruhu
- Aramaco
- Urunami
- Lapalapa
- Namaluto
  - Irarau
  - Tchino
    - Vahuraru
    - Tehino

  - Pirusoro
  - Paunara
    - Aianarauteu
- Veira
  - Vatatina
- Miaira
- Massoco
- Lihulo
- Cocolai

- Irebere
  - Calicidere
  - Oulauai
    - Togauai
    - Loissouro
    - Danahine
      - Mauai
      - Danahoe
      - Dalassa
      - Iraosso

    - Bassaruai
    - Buroho

  - Hifu
  - Boro
    - Radala
      - Dana

    - Muadaco

  - Sailuturo
  - Afalita
  - Tunir
    - Letana
- Uaidori
- Molaiuai
- Oiqui
  - Metauai
- Borouai
- Bebui
  - Iramuin
  - Liacaque
  - Dulequi
    - Uailequi

  - Roliu
  - Tualequi
  - Defaliu
- Belia
  - Cailao

- Saqueto
  - Boho
  - Saqueto
- Lugassa
  - Bul
- Weburak
- Beaco
- Benaro
- Bularan
- Cuha
  - Lee
    - Lago Lagotua

  - Metaquena
  - Sacaria
  - Caimalulo
- Lago Ainfon
- Tuco
  - Teko
  - Mitacaiuai
  - Metacoa
    - Maracoa
      - Caidercana

  - Haunanauil
  - Lequeloe
- Luca
  - Cauhoo
  - Derocaan
  - Lacluta
    - Datametan
    - Has
      - Derac
- Nunuc

- Dilor (Dilin)
  - Culacao
    - Motobeca

  - Bataicain
  - Tacabucan
  - Buco
    - Lago Nabaonada

  - Melac
  - Lago Leec
    - Lago Leci

- Sáhen
  - Laniara
    - Quec
    - Lianura

  - Quic
  - Motana
  - Bun
  - Buarahuin
    - Buarahum

- Lagoa Modomahia
- Clerec
  - Cuicran
    - Oricani

  - Quiclezen
  - Clere
  - Werhaumalak
- Südlicher Lacló
  - Marak
  - Ahangcain
  - Limetain
- Quelun
  - Quelan

- Caraulun
  - Aiasa
    - Moussamau

  - Sui
    - Aicocai
      - Carbou

  - Caloco
  - Ermerin
  - Calihuno
    - Markis
    - Colihuno
- Ukasa
- Belulik
  - Buronuno
    - Sarai
      - Kilelo

    - Maumall
    - Cehul

  - Gourete
  - Tolemau (Telemau)
  - Dare

- Mola
  - Fatoro
    - Tale

  - Seldena
  - Beleten
  - Aiuliu
- Loumea
  - Zola
  - Pa
    - Lelepo

  - Bemutin
  - Laco
    - Masi
      - Ilsa

  - Mabesi
- Raiketan
  - Ruiketan
    - Silac
    - Lati

- Camenaça
  - Nabuk
  - Karautun
    - Tasipus
- Tafara
  - Asaematen
    - Apatopol
      - Lelosi

  - Maubui
    - Nanamauk
    - Kalao
    - Bora
- Masin
  - Lenuk

### Flüsse ohne Meeresmündung
- Salabada (Gemeinde Baucau)
- Lagoa Laram und Zuflüsse (Gemeinde Baucau)
- Foura (Gemeinde Cova Lima)
- Mota Tasitolu (Gemeinde Dili)
- Irasiquero (Gemeinde Lautém)
- Zufluss des Lagoa Craudicur (Gemeinde Manatuto)
- Zuflüsse von Lagoa Lada und Lagoa Wetanas (Gemeinde Manufahi)
- Zuflüsse des We Tasii (Gemeinde Viqueque)

## Exklave Oe-Cusse Ambeno

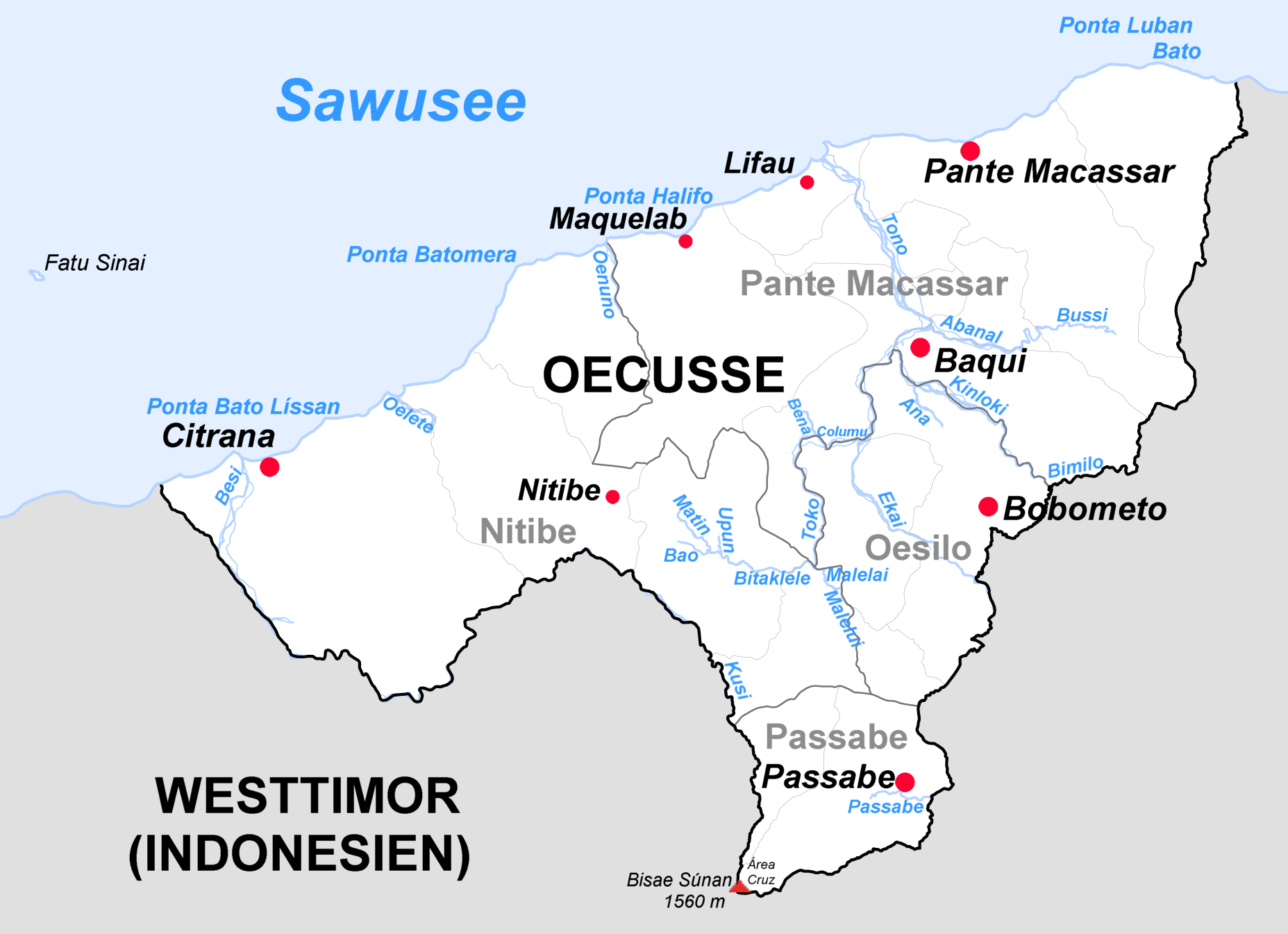
Flüsse von Oe-Cusse Ambeno

- Noel Besi
  - Kusi
    - Oelvab
- Oelete
- Oenuno
- Tono
  - Abanal
    - Bussi

  - Kinloki
    - Ana
    - Bimilo
    - Ekai
    - Columu
      - Bena
      - Toko
        - Malelai
          - Malelui

        - Bitaklele
          - Upun
          - Bao
            - Matin

## Belege
- Timor-Leste GIS-Portal (Memento vom 30. Juni 2007 im Internet Archive)
- Stadtplan von Dili